# Kitty Knappert
Catharina Cornelia (Kitty) Knappert (Semarang, Nederlands-Indië, 19 september 1929 – 11 juli 2025) was een Nederlands actrice, danseres en televisieregisseuse.

## Familie
Ze was dochter van Henriette Diana van Putten en Adriaan Arnold Anton Knappert. Knappert zelf was enkele jaren getrouwd met handelsvertegenwoordiger in confectie Willem Arie Brouwer. Dochter Carline Brouwer werd actrice en regisseuse. Zoon Bart-Jan Brouwer zou haar leven met haar tweede man, ze trouwde in 1985 met alternatieve arts  en yogaleraar Rama Polderman optekenen (De kunst van het leven-Het levensverhaal van Kitty Knappert en Rama Polderman, 1995). 

## Levensloop
Knappert werd geboren op Java, maar verhuisde met haar moeder in 1933 naar Nederland. Ze gingen wonen in 's-Gravenhage. Ze was in de periode van 1955 tot 1985 actief. Het zag er niet naar uit dat ze actrice zou worden. Al op zesjarige leeftijd stond ze op de planken, niet als actrice maar als danseres. Ze volgde danslessen in Den Haag en ’s zomers in Parijs Zo danste ze haar jeugd door onder andere als solist bij het gezelschap van Pieter van der Sloot. Ze schoof als het ware via operette  met dansrollen waarbij gezonden moest worden de toneelwereld in. Alhoewel in het begin enigszins nerveus, ging dat al snel beter. Na de operettes volgde het cabaret waaronder dat van Willy van Hemert. Daar zat ook onder andere een tournee door Nederlands-Indië bij; moeder (haar grootste fan) moest met de minderjarige Kitty mee. Dit leidde tot werk bij het gezelschap van Cor Ruys, ook weer nieuw omdat zij als een van de weinigen geen opleiding had genoten aan een toneelschool of iets dergelijks. Ze deed bij Ruys dus praktijkervaring op. Het was Wim Kan die haar in contact bracht met Benny Vreden, waarmee ze een aantal jaren optrad.  Zo speelde ze in 1955 de hoofdrol in de kindertheatervoorstelling De droom van Barend Bluf. Minstens tot in 1957 bleef ze ballet- en zangles volgen. In die jaren volgden ook hoorspelen (De antwoordman) en film (De dijk is dicht). Begin jaren zestig trok ze zich terug; ze ging als huisvrouw voor het huishouden en de kinderen zorgen in Nieuw-Loosdrecht. Dat was van korte duur want ze begon aan een loopbaan als televisieregissuese, tussen 1962 en 1975 bij de NCRV, tussen 1975 en 1985 bij de TROS.  Eenmaal getrouwd met Polderman ging ze in hun gezamenlijke praktijk werken.
In 2014 was zij even terug op de buis in het programma Krasse Knarren van Omroep MAX.
Kitty Knappert overleed op 11 juli 2025 op 95-jarige leeftijd.

## Televisie
| Jaar | Titel               | Rol                  |
| ---- | ------------------- | -------------------- |
| 1950 | De dijk is dicht    | Marietje             |
| 1961 | Bouquetje Romantiek | Zangeres 'Cool Jazz' |

- International Standard Name Identifier: 0000 0003 9342 3821
- Nederlandse Thesaurus van Auteursnamen: 070401691
- Virtual International Authority File: 287688450
- WorldCat: E39PBJbRgFQv3gf8w7BWKtJhpP